# کتیبه ناصری
کتیبه ناصری مربوط به دوره قاجار است و در شهرستان مرودشت، بخش مرکزی، دهستان رودبال، روستای حسن‌آباد سرطویله، ۲۰ متری غرب امامزاده رجبعلی واقع شده و این اثر در تاریخ ۳۰ بهمن ۱۳۸۶ با شمارهٔ ثبت ۲۰۸۲۵ به‌عنوان یکی از آثار ملی ایران به ثبت رسیده است.